# 出伯
出伯（波斯語：چوبی，羅馬化：Chūbaī，见《史集》，?—?），又译术伯、术白，元朝宗王。察合台汗国阿鲁忽的儿子。

## 生平
元世祖时，出伯在察合台汗国内部斗争中失败，归顺忽必烈。至元二十年（1283年），率本部蒙古军队和探马赤军与窝阔台汗国海都、察合台汗国笃哇在斡端（今新疆和田）、可失哈儿（今新疆喀什）一带作战。世祖至元末年至元成宗大德初年，出伯驻守在曲先塔林（今新疆库车及塔里木河流域）及哈剌火州。火州为笃哇占据，退守哈密力（今新疆哈密）及瓜、沙一带。在甘州设置大营，兼领瓜州、沙州以西征戍守。大德八年（1304年），奉命率部在薛出合出谷屯田，十二月，封威武西宁王。侄子宽彻被封为肃王。大德十一年（1307年），元武宗即位，进封豳王。他的后裔后来在明朝成为哈密卫的首领。《元史·诸王表》误作是旭烈兀的孙子。

## 历代豳王
- 豳王出伯
- 豳王喃忽里，出伯之子
- 喃答失，喃忽里之子
- 豳王忽塔忒迷失，出伯之子、喃忽里之弟
- 豳王卜颜帖木儿，喃忽里之子、喃答失之弟
- 豳王亦憐真，卜颜帖木儿之子
- 豳王别儿怯帖木儿[1]

## 延伸阅读
[在维基数据编辑]
 《新元史/卷108》，出自柯劭忞《新元史》

### 书籍
- 《新元史》卷一百八·列传第五
- 张海娟《蒙古豳王家族与元代西北社会》